# Terrace Bay
Terrace Bay es un municipio canadiense situado en la provincia de Ontario.

## Superficie
Terrace Bay tiene una superficie de 151,5 km².

## Demografía
En 2021, tenía 1528 habitantes, una densidad poblacional de 10,1 hab./km², y 793 viviendas.